# Jin'ichi Kusaka
Jin'ichi Kusaka  (草鹿 任一?, Kusaka Jin'ichi), talvolta accreditato come Jun'ichi, (Prefettura di Ishikawa, 7 dicembre 1888 – 24 agosto 1972) è stato un ammiraglio giapponese, attivo durante la seconda guerra mondiale.
Si arruolò nella marina imperiale giapponese nel 1909 e si specializzò in artiglieria navale, attenendo al contempo il Collegio navale per formarsi come ufficiale di stato maggiore. Nel corso degli anni venti fu ufficiale comandante dell'artiglieria a bordo di unità pesanti, come l'incrociatore da battaglia Hiei. Promosso capitano di vascello alla fine del 1930, viaggiò all'estero e alla fine del 1932 ebbe il primo comando, l'incrociatore leggero Kitakami; seguì un periodo di lavoro d'ufficio, culminato nel 1937 con la nomina a contrammiraglio e a direttore della Scuola d'artiglieria navale. Alla fine del 1940 divenne viceammiraglio e pochi mesi dopo assunse la direzione dell'Accademia navale. All'inizio dell'ottobre 1942 fu trasferito a Rabaul per comandare l'11ª Flotta aerea impegnata nella campagna di Guadalcanal.
Dalla fine di dicembre comandante anche dell'appena costituita Flotta dell'Area sud-orientale, Kusaka guidò le forze aeronavali giapponesi nei duri combattimenti sulle isole Salomone, risalite dalla flotta del viceammiraglio William Halsey. Nel febbraio 1944 Kusaka rimase intrappolato a Rabaul, isolata dagli statunitensi, circondata da territori in mano nemica e sottoposta a un efficace blocco: mantenne i due comandi (con truppe e mezzi in costante calo) fino al termine della seconda guerra mondiale. Si ritirò dalla marina nel 1947 e morì nel 1972.

## Biografia

### La carriera iniziale in marina
Jin'ichi Kusaka nacque il 7 dicembre 1888 nella prefettura di Ishikawa. Entrato nell'Accademia navale di Etajima nella 37ª classe, si diplomò il 19 novembre 1909 (ventunesimo su 179 allievi) e con il brevetto di aspirante guardiamarina s'imbarcò dapprima sull'incrociatore protetto Soya e dal 16 luglio 1910 sull'incrociatore protetto Chiyoda, a bordo del quale divenne guardiamarina a pieno titolo il 15 dicembre. Trasferito all'incrociatore corazzato Tokiwa il 1º aprile 1911, quattro mesi più tardi iniziò a frequentare il Corso base alla Scuola di artiglieria navale e il 20 dicembre passò al Corso base della Scuola siluristi. Superati entrambi, fu assegnato alla nave da battaglia Aki il 24 aprile 1912: il 1º dicembre ricevette la promozione a sottotenente di vascello e un dopo un anno esatto fu destinato all'incrociatore corazzato Asama, sul quale servì due anni. Il 13 dicembre 1915 cominciò a seguire il Corso B al Collegio navale, l'istituzione che si occupava di formare ufficiali capaci di operare negli stati maggiori. Il 1º giugno 1916, completato con successo il corso, Kusaka si dedicò al Corso avanzato della Scuola d'artiglieria navale fino al 1º dicembre; superatolo, rimase alcune settimane sulla nave da battaglia Aki (nave ammiraglia) fino al 25 dicembre, quando fu spostato allo stato maggiore generale della marina imperiale come attendente; da qui, il 21 febbraio 1917 fu trasferito di nuovo all'Asama (nave ammiraglia). Tra il 9 e il 14 luglio 1918 ricoprì provvisoriamente il posto di Capo cannoniere dell'incrociatore e il 15 passò alla nave da battaglia Kashima (nave ammiraglia), sulla quale servì fino al 1º dicembre. A questa data fu destinato al cacciatorpediniere Hamakaze e il 1º aprile 1919 fu nominato Capo cannoniere dell'unità. Il 1º dicembre di quell'anno tornò a terra per attendere al Corso A del Collegio navale.

### Gli anni venti e trenta

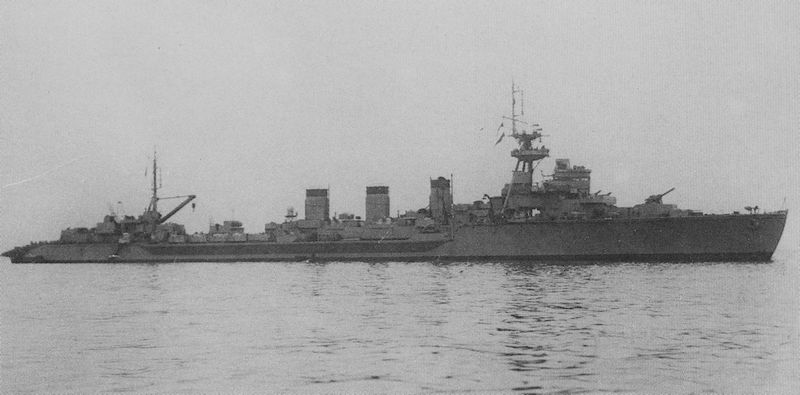
L'incrociatore leggero Kitakami fu una delle poche navi da guerra comandate da Kusaka

Kusaka completò gli studi il 1º dicembre 1921 con una promozione a capitano di corvetta, il diploma e la nomina a vicecapo cannoniere sull'incrociatore da battaglia Hiei. Servì un anno su questa unità, poi assunse il ruolo di istruttore alla Scuola d'artiglieria navale per due anni. Il 1º dicembre 1924 divenne Capo cannoniere sulla nave da battaglia Yamashiro; riassegnato a terra, il 1º dicembre 1925 entrò nello stato maggiore della 2ª Flotta. L'anno successivo, promosso a capitano di fregata, ricoprì la stessa posizione sulla nave da battaglia Nagato. Ripreso il posto di istruttore alla Scuola d'artiglieria il 1º dicembre 1927, il 10 ottobre 1928 fu inserito nel personale dello stato maggiore dell'Ufficio istruzione dipendente dal Ministero della marina.
Il 1º dicembre 1930 Kusaka fu elevato al grado di capitano di vascello e messo a disposizione del Ministero e dello stato maggiore generale come attendente. Il 10 febbraio 1931 fu assegnato definitivamente a quest'ultimo e poco dopo partì per un viaggio in Europa e Stati Uniti, allo scopo di integrare e approfondire le proprie competenze: fece ritorno il 12 novembre. Due giorni più tardi fu nominato comandante dell'incrociatore leggero Kitakami, primo incarico di questo genere. Il 1º dicembre 1932 lasciò il comando per lavorare come assistente allo stato maggiore della 1ª Flotta, quindi tra il 15 novembre 1933 e il 15 novembre 1935 fu Capo della sezione 2 dell'Ufficio istruzione. Divenuto comandante della nave da battaglia Fuso dopo questo periodo di incarico burocratico, il 1º dicembre 1936 ebbe la promozione a contrammiraglio e la contemporanea nomina a direttore della Scuola d'artiglieria navale; dal 1º dicembre 1937 comandò la 2ª Flottiglia aerea per un breve periodo: il 25 aprile 1938 fu investito della carica di capo di stato maggiore della Flotta dell'Area cinese e allo stesso tempo della 3ª Flotta. Il 23 ottobre fu portato al rango di assistente presso gli stati maggiori di entrambe queste unità.

### La seconda guerra mondiale

#### 1939 - 1942
Kusaka mantenne per poco la doppia occupazione, poiché il 15 novembre 1939 fu nominato direttore dell'Ufficio istruzione presso il Ministero della marina. Il 15 novembre 1940 fu inoltre promosso al grado di viceammiraglio e il 4 aprile 1941 fu scelto quale nuovo direttore dell'Accademia navale di Etajima. Questa posizione prestigiosa e pivotale significò che Kusaka non partecipò alla prima fase della guerra sul fronte del Pacifico, terminata con le battaglie del Mar dei Coralli (maggio 1942) e di Midway (giugno). Il 1º ottobre 1942 ebbe l'ordine di trasferimento per Rabaul in Nuova Britannia, base giapponese nel Pacifico sud-occidentale, per prendere il comando dell'11ª Flotta aerea: il viceammiraglio Nishizō Tsukahara, ufficiale a capo dell'unità, era infatti sofferente di malaria e altri disturbi che lo costrinsero a tornare in patria. Giunto a Rabaul, Kusaka diresse l'11ª Flotta aerea nella seconda parte della campagna di Guadalcanal: per la battaglia delle isole Santa Cruz (26 ottobre) furono schierati sugli aeroporti di Rabaul e dell'isola di Buka, all'estremo nord di Bougainville, i circa 220 velivoli di cui disponeva, ma lo scontro si svolse troppo a est delle isole Salomone. Il mese successivo partecipò marginalmente alla battaglia navale di Guadalcanal, con un totale di 215 apparecchi suddivisi tra la 25ª e la 26ª Flottiglia aerea; non conseguì comunque risultati di rilievo.
Il 24 dicembre lo stato maggiore generale istituì la nuova Flotta dell'Area sud-orientale per riunire sotto un'unica direzione tutte le unità della Marina imperiale operanti nelle isole Salomone e coordinarne la difesa; il comando fu assunto dal viceammiraglio Kusaka, che mantenne anche il controllo dell'11ª Flotta aerea.

#### 1943 - 1945

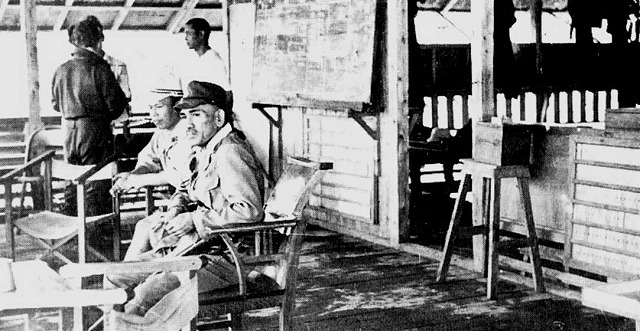
Il viceammiraglio Kusaka al proprio quartier generale di Rabaul

Il viceammiraglio Kusaka prese atto della ritirata da Guadalcanal e dalle prime settimane del 1943 si dedicò, di concerto con l'8ª Flotta e gli ufficiali superiori dei reparti dell'esercito imperiale, a fortificare le numerose isole tra Guadalcanal e Rabaul per frenare la prevedibile offensiva statunitense: il 30 giugno 1943 ebbe inizio e si configurò fin da subito come un duplice attacco dalla Nuova Guinea (generale Douglas MacArthur) e attraverso le Salomone (viceammiraglio William Halsey) convergente su Rabaul. Nelle Salomone, Kusaka perse la Nuova Georgia alla fine di agosto e fu colto completamente alla sprovvista quando a metà del mese le forze statunitensi sbarcarono su Vella Lavella ignorando l'isola di Kolombangara, sulla quale aveva concentrato una folta guarnigione (la cosiddetta strategia del "salto della rana"). Dopo aver evacuato la guarnigione di Vella Lavella all'inizio di ottobre, Kusaka dovette affrontare le prime grandi incursioni aeree su Rabaul. Allo sbarco a Bougainville del 1º novembre 1943, reagì inviando l'intera 11ª Flotta aerea (104 caccia e 16 bombardieri) che fu coinvolta in numerosi combattimenti durante il viaggio, tanto che l'attacco alla testa di ponte fu inefficace e causa di ulteriori perdite.
Dal dicembre 1943 gli attacchi aerei statunitensi su Rabaul si fecero sempre più frequenti e distruttivi, anche perché su Bougainville battaglioni di Seabees avevano costruito un aeroporto che agevolava la scorta ai bombardieri e aerosiluranti. Il viceammiraglio Kusaka tentò una difesa accanita, ma subì perdite ingenti; in particolare la 26ª Flottiglia aerea perse quasi tutti i piloti con i quali era stata formata. A fine gennaio 1944 l'intervento dei logorati gruppi imbarcati fu vano ed entro la metà di febbraio lo stato maggiore generale decise di dirottare rinforzi e risorse alla grande base di Truk nelle isole Caroline, anch'essa sotto attacco. La posizione strategica di Rabaul era infatti peggiorata anche a seguito dei combattimenti in Nuova Britannia, dove a fine dicembre 1943 era sbarcata la 1ª Divisione Marine: essa eseguì una serie di operazioni anfibie che portarono all'occupazione di punti chiave, base per un blocco completo a Rabaul che in effetti rimase del tutto isolata. Kusaka vi rimase intrappolato e continuò a comandare le sue decrescenti forze fino alla resa del Giappone, il 15 agosto 1945.

### Ritiro e morte
Dopo il termine della seconda guerra mondiale, Kusaka rassegnò le dimissioni dalla marina imperiale il 7 febbraio 1947. Ritiratosi a vita privata, s'interessò al buddhismo. Morì il 24 agosto 1972, all'età di 83 anni.